# Eupithecia retheli
Eupithecia retheli är en fjärilsart som beskrevs av Louis Beethoven Prout 1938. Eupithecia retheli ingår i släktet Eupithecia och familjen mätare. Inga underarter finns listade i Catalogue of Life.